# Pseudomonochamus cinerascens
Pseudomonochamus cinerascens är en skalbaggsart som först beskrevs av Aurivillius 1924.  Pseudomonochamus cinerascens ingår i släktet Pseudomonochamus och familjen långhorningar. Inga underarter finns listade i Catalogue of Life.